# 8438 Маріла
8438 Маріла (8438 Marila) — астероїд головного поясу, відкритий 13 травня 1971 року.
Тіссеранів параметр щодо Юпітера — 3,596.